# Archie Lang (homme politique)
Pour les articles homonymes, voir Archie Lang et Lang.
Archie Lang, né le 2 avril 1948 à Dawson Creek au Canada et mort le 11 mars 2021, est un homme politique yukonnais, canadien. Il est un ancien député qui représente la circonscription électorale de Porter Creek Centre  à l'Assemblée législative du Yukon de 2002 à 2011.

## Carrière politique
Il est un membre du Parti du Yukon et il est le ministre des autoroutes et des travailleurs publics et ministre des services communautaires.
Archie annonce sa retraite de l'assemblée législative du Yukon le 6 juillet 2011. Il n'a pas l'intention de servir un autre mandat.
Son frère Daniel Lang (en) est présentement membre du sénat canadien.